# Ondřej Balvín

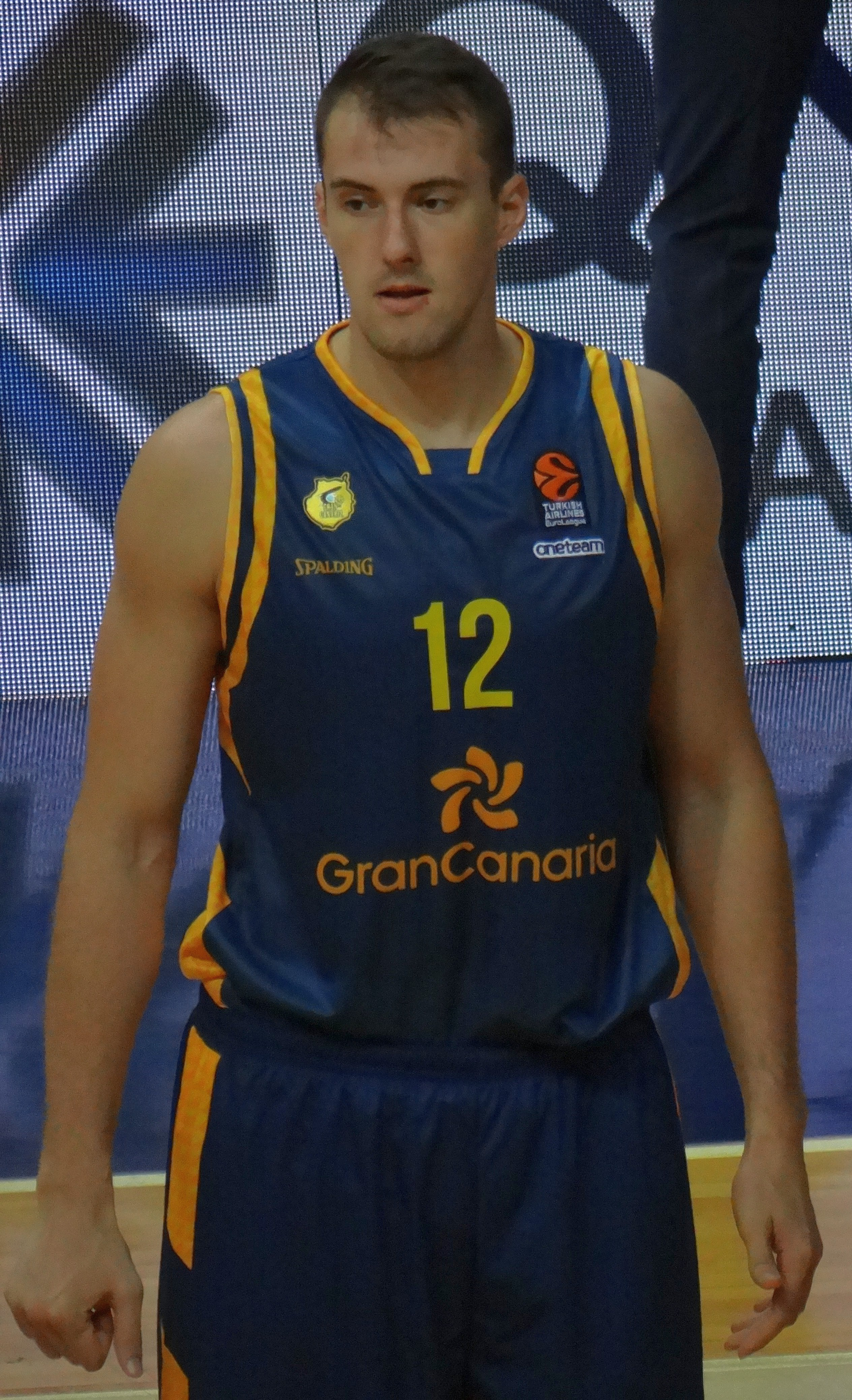
Ondřej Balvín na Gran Canaria Euro League de 2018.

Ondřej Balvín, (Praga, 20 de setembro de 1992) é um basquetebolista profissional checo que atualmente defende o Bilbao na Liga ACB.